# Weikartschlag
Weikartschlag ist eine Ortschaft und als Weikartsschlag eine Katastralgemeinde der Marktgemeinde Kottes-Purk im Bezirk Zwettl in Niederösterreich. Die Ortschaft hat 49 Einwohner (Stand 1. Jänner 2025).

## Geografie
Das westlich an Purk angebaute Dorf wird von Purker Bach entwässert, der über Purk zur Großen Krems abfließt. Durch den Ort führt eine Nebenstraße nach Gotthardschlag.

## Geschichte
Der Ort wird spätestens 1302 zum ersten Mal schriftlich erwähnt.
Im Eintrag der Josephinischen Fassion aus Jahre 1786/87 gab es im heutigen Ort 9 Häuser.
Im Jahr 1822 wurde der Ort als Dorf mit neun Häusern genannt, das nach Purk eingepfarrt war, wohin auch die Kinder eingeschult wurden. Die Herrschaft Prandhof besaß die Ortsobrigkeit, übte die Landgerichtsbarkeit aus, besorgte die Konskription und hatte die Grundherrschaft inne.
Nach der Entstehung der Ortsgemeinden 1849 wurde der Ort eine Katastralgemeinde der Ortsgemeinde Purk.
Laut Adressbuch von Österreich war im Jahr 1938 in Weikartschlag ein Landwirt mit Direktvertrieb ansässig.
Im Zuge der Niederösterreichischen Kommunalstrukturverbesserung wurde der Ort durch die Auflösung der Gemeinde Purk am 1. Januar 1967 ein Teil der Gemeinde Kottes-Purk.